# Energlyn & Churchill Park
Energlyn & Churchill Park (ang. Energlyn & Churchill Park railway station) – stacja kolejowa w Caerphilly, w hrabstwie miejskim Caerphilly w Walii. Peron północny znajduje się na przedmieściach Energlyn w Caerphilly, podczas gdy południowy znajduje się w Churchill Park. Znajduje się na Rhymney Line.
Usługi pasażerskie są świadczone przez Arriva Trains Wales jako część sieci Valleys & Cardiff Local Routes.
Pierwsze usługi ze stacji miały miejsce 8 grudnia 2013. Stacja została oficjalnie otwarta w dniu 16 grudnia 2013 przez Edwinę Hart, walijskiego ministra transportu.

## Linie kolejowe
- Rhymney Line